# Đông y học tân biên khái yếu
Đông y học tân biên khái yếu là một y thư Y học cổ truyền tiếng Việt do lương y Thái Thanh Nguyên biên soạn lại trên cơ sở Lý luận y học cổ truyền Việt Nam kết hợp những tư liệu mới của 5 Viện đông y hàng đầu Trung Quốc đã phối hợp nghiên cứu và nhất trí phổ biến vào đầu thế kỷ 21. Tài liệu được Nhà xuất bản Đà Nẵng cấp phép xuất bản lần 1 năm 2000, Nhà xuất bản Thanh Niên cấp phép lần 2 năm 2006, có bổ sung nội dung nhiều gấp đôi lần trước.

## Danh mục hệ thống lý luận cơ bản
- Chương I: Âm dương và Ngũ hành
- Chương II: Tạng và Phủ: Tạng gồm Tâm, Can, Tỳ, Phế, Thận - Phủ gồm Đởm, Tiểu trường, Vị, Đại trường, Bàng quang, Tam tiêu

Sinh lý bệnh lý chủ yếu của tạng phủ
Quan hệ giữa ngũ tạng
- Chương III: Khí, Huyết, Tinh, Tân dịch, Đàm ẩm
- Chương IV: Kinh lạc (đường dẫn khí huyết liên lạc giữa tạng - phủ - huyệt đạo - và các cơ quan khác)

Sinh lý bệnh lý của kinh lạc:
12 kinh mạch tuần hành và chủ trị
Nhâm mạch, Đốc mạch tuần hành và chủ trị
12 kinh quy luật phân bố ngoài cơ thể
12 kinh quy luật biểu lý
14 kinh quy luật huyệt vị chủ trị
Kinh lạc ứng dụng trên lâm sàng
Kinh lạc ứng dụng ở phương diện chẩn đoán
Kinh lạc ứng dụng ở phương diện tac dụng dược vật
Kinh lạc ứng dụng ở phương diện châm cứu và tân y liệu pháp
- Chương V: Nguyên nhân gây bệnh

Lục dâm: phong (khí động), hàn (độ lạnh giá), thử (nắng, các loại tia), thấp (độ ẩm ướt), táo (độ khô hanh), hoả (độ nóng).
Lệ khí (khí độc)
Vết thương, trùng thú cắn
Thất tình: 7 trạng thái tinh thần thường gặp như hỉ (vui), nộ(giận), ái(thích), ố (ghét), bi (buồn), tư (lo âu), khủng (sợ sệt)...
Ăn uống sinh hoạt không điều độ
Lao nhọc
- Chương VI: Tứ chẩn: vọng (quan sát bệnh nhân và hoàn cảnh), văn (lắng nghe thể trạng và tâm sự của bệnh nhân), vấn (hỏi bệnh nhân và người nhà những điều liên quan), thiết (khám bằng tay và dụng cụ).
- Chương VII: Bát cương biện chứng: biểu (tầng ngoài của cơ thể), lý (tầng trong của cơ thể), hàn (lạnh), nhiệt (nóng), hư (tình trạng hư tổn cơ thể hoặc triệu chứng giả), thực (bệnh ngoài xâm nhập vào), âm (những gì thuộc về âm tính), dương (những gì thuộc về dương tính)
- Chương VIII: Tạng phủ biện chứng
- Chương IX: Ôn nhiệt biện chứng

## Trị pháp
- Chương I: Nguyên tắc trị liệu

Điều động 2 bên tích cực xử lý chính xác quan hệ thầy thuốc với bệnh nhân.
Cường điều chỉnh thể, xử lý chính xác quan hệ cục bộ và toàn cục
Xem nặng nội nhân, xử lý chính xác quan hệ chính với tà
Nắm vững chủ yếu mâu thuẫn, xử lý chính xác quan hệ hiện tượng và bản chất
Cụ thể vấn đề, cụ thể phân tích xử lý chính xác quan hệ nguyên tắc và linh hoạt
- Chương II: Trí thức phương dược cơ bản

Tính năng dược vật
Bào chế (xử lý thuốc ở nhiều tầng mức), chế tễ (cách làm các dạng thành phẩm), dụng lượng (trọng lượng dùng cho phép) và phục pháp (cách dùng)
Tổ thành (cấu trúc một phương thang) và ứng dụng phương tễ (còn gọi là phương thang)
- Chương III, IV: 500 dược liệu và 200 phương tể thường dùng cho các pháp:

Giải biểu pháp (mở tầng ngoài cơ thể để tống giải bệnh ra ngoài, thường là làm hở lỗ chân lông cho ra mồ hôi hoặc thải khí độc)
Thanh nhiệt pháp (làm giảm sự nóng)
Khư phong pháp (gom khí độc lại rồi làm tiêu tán đi)
Khư hàn pháp (gom hơi lạnh lại rồi làm tiêu tán đi)
Khư thấp pháp (gom hơi ẩm lại rồi làm tiêu tán đi)
Nhuận táo pháp (tưới tẩm cho sự khô ráo quá mức chuẩn của nó)
Hòa giải pháp (làm điều hoà sự giao tranh)
Dũng thổ pháp (gây áp lực cho nôn ra)
Tả hạ pháp (đẩy xuống cho đi tiêu đi xổ)
Tiêu đạo pháp (làm mòn làm mất đi dần dần)
Trừ đàm pháp (làm giảm sụ kết dính keo đặc)
Lý khí pháp (làm khí tự thông)
Lý huyết pháp (làm huyết tự thông)
Tuyên khiếu pháp (giải toả những bít tắc ở các lỗ thông trên cơ thể)
Trấn tiềm an thần pháp (hỗ trợ cho tinh thần an ổn và vững vàng)
Bổ ích pháp (cung cấp những thứ thiếu thốn, tu sửa những chỗ hư tổn)
Thu sáp pháp (làm đặc lại những thứ bị lỏng quá mức chuẩn của nó)
Khu trùng sát trùng pháp (đẩy những ký sinh hoặc sinh vật lạ, vi trùng xâm nhập)
Trị sang dương thũng lựu pháp (các bệnh chứng lở loét chảy nước ngoài da và nội tạng)
Ngoại trị pháp (trị bằng phương pháp dùng ngoài, trị mẹo...)

## Trích dẫn
- Lời giới thiệu

Đông y học là một bộ phận trong nền tảng triết luận của Đông Phương học – đó là một hệ thống học thuật mang tính tiên đề đã được trải qua mấy ngàn năm thực nghiệm – đến nay đã được đúc kết tinh túy và bổ sung rất hoàn chỉnh. Qua đó, Đông y học đem lại nhiều thành tựu lớn trong công tác bảo vệ sức khỏe và nghiên cứu điều trị bệnh tật cho con người ở đa phần quốc gia Đông bán cầu.
Ngày nay việc nghiên cứu Đông y đã lan rộng khắp thế giới nhờ ưu thế sử dụng nguồn dược liệu từ động thực vật thiên nhiên ít gây tác dụng phụ. Một ưu điểm khác của Đông y học là một phần trong đó đã trở thành bộ môn thực dưỡng trị liệu phổ biến, mọi người đều có thể tự nghiên cứu, chọn lọc, áp dụng thích hợp, cũng mang lại khá nhiều hiệu quả.
Thiết nghĩ bộ sách rất có giá trị làm tư liệu học tập, tham khảo đối với người làm công tác Đông y. Nội dung của mỗi tập có nói rõ nguyên lý sâu xa và thực tiễn tính của y học cổ truyền đồng thời kết hợp những phát minh từ nghiên cứu chứng nghiệm của Y học hiện đại… (trích)
Nhà xuất bản Thanh niên
- Lời bạt

...Tài liệu về Đông y học trên thế giới hiện nay rất phong phú được xuất bản từ Trung Quốc, Hàn Quốc, Nhật Bản, Ấn Độ, Anh, Pháp… Tuy nhiên, việc dịch thuật sang Việt ngữ hãy còn thưa thớt, chậm trể, thiếu tính cập nhật.
Bộ sách Đông y học tân biên khái yếu của lương y Thái Thanh Nguyên phát hành rất kịp lúc phục vụ cho việc khám chữa bệnh tật trên thể tạng hiện nay của người Việt Nam, thoát khỏi sự rập khuôn lỗi thời so với thời đại. Đồng thời, tôi đang biên soạn mở rộng tiếp phần điều trị cho bộ sách này trở nên cẩm nang Đông y tân biên toàn thư, dự kiến giữa năm 2007 sẽ hoàn tất và phát hành trên toàn quốc (trích)
Lương y Phan Trọng Phục (Nguyên Uỷ Viên Ban chấp hành Hội Y học cổ truyền huyện Cần Đước)